# Tmarus simoni
Tmarus simoni är en spindelart som beskrevs av Comellini 1955. Tmarus simoni ingår i släktet Tmarus och familjen krabbspindlar.
Artens utbredningsområde är Sierra Leone. Inga underarter finns listade i Catalogue of Life.